# Kungsleden
Kungsleden (szw. „Szlak Królewski“) – długodystansowy szlak turystyczny w historycznej szwedzkiej prowincji Laponia.
Składa się z dwóch części, odcinka północnego i południowego. Szlak Królewski powstał na początku XX wieku z inicjatywy STF (Svenska Turistföreningen – Szwedzki Związek Turystyki). Celem było udostępnienie lapońskich krajobrazów. Zachwyt nad północnoszwedzką przyrodą jest cechą narodowego romantyzmu. Droga była stopniowo rozbudowywana i wyposażana w schroniska noclegowe.
Starsza i bardziej znana północna część wiedzie przez około 450 kilometrów z Abisko na północy do Hemavanu na południu. Najwyższy punkt jest położony na przełęczy Tjäktja na wysokości 1150 m n.p.m., najniższym punktem jest Kvikkjokk z 302 metrami wysokości. Południowy odcinek wiedzie przez około 350 kilometrów z Sälenu do Storlien. Najwyższy punkt szlak osiąga koło Helagu i jest to około 1180 metrów. Między obydwiema częściami nie ma (jeszcze) połączenia.
Szlak jest oznaczony i zaopatrzony w mosty. Oznaczenie szlaku dla piechurów składa się z czerwonych kółek na pniach drzew albo z kamiennych kopczyków z kamieniem pomalowanym na czerwono (szw. stenröse) w obszarach bezleśnych. Różniący się czasami od zwykłej trasy szlak zimowy jest oznaczony czerwonymi krzyżami na ok. 2-metrowych słupach i wiedzie częściowo przez zamrożone zimą mokradła albo przez jeziora. Oznaczenie letnie i zimowe są tak usytuowane, że można z dowolnego oznaczonego punktu zobaczyć następne oznaczenie i się na nie kierować. Szlak letni przecina w niektórych miejscach jeziora. Trzeba je samemu przekraczać albo dostępnymi łódkami albo używa się dostępnych generalnie tylko w sezonie połączeń promowych, które są organizowane przez tubylczych Lapończyków.
Na etapach dziennych znajdują do dyspozycji się schroniska (ale nie na odcinku między Kvikkjokkiem i Ammarnäsem), które są utrzymywane przez STF, częściowo samoobsługowe chatki, w których jednak w sezonie jest obecny co najmniej jeden chatkowy, a częściowo Fjällstationer (stacje górskie, hotele sportowe).
Bardziej wymagająca jest północna połowa (przede wszystkim między Abisko i Kvikkjokkiem albo między Abisko i Kebnekaise i Nikkaluoktą. Szlak prowadzi tam głównie ponad granicą lasu. Mimo że jest dobrze zbudowany, szlak potrafi przy długotrwałym deszczu stać się trudnym. Za czas wędrówek letnich uważa się okres trwają od środka lata do końca sierpnia, chociaż można też wędrować aż do połowy września. Do przejść zimowych zalicza się czas od lutego do kwietnia. Od piechurów oczekuje się przestrzegania „Prawa wszystkich ludzi” (Allemansrätten) i generalnie troszczenia się o przyrodę i środowisko.
Południowy Szlak Królewski jest wyraźnie mniej wymagający i – chociaż także tutaj jest możliwe schronienie się w chatkach STF i Fjällstationer – jednak odległości pomiędzy chatkami są wyraźnie większe i nie zawsze możliwe do pokonania w ciągu jednego dnia. Dodatkowo są też prywatne chatki, ale nie są zawsze otwarte. Szlak letni i zimowy są na południowym Szlaku Królewskim oznaczone w taki sam sposób.
Pociągiem można dostać się do Gällivare, Abisko (bezpośrednio na dworcu w Abisko zaczyna się szlak pieszy), Murjeku, Umeå, i Storlien, skąd jeżdżą lokalne autobusy do różnych miejsc wzdłuż północnego Szlaku Królewskiego. Do lotnisk w Hemavanie, Gällivare i Kirunie w pobliżu północnego Szlaku Królewskiego latają samoloty bezpośrednio ze Sztokholmu. Do południowego Szlaku Królewskiego można dojechać tylko autobusami, które jeżdżą na przykład z Mory. Mora jest włączona do szwedzkiej sieci kolejowej.

## Geografia

### Klimat
Pora letnia trwa od czerwca do połowy sierpnia. Do połowy lipca dzień trwa nieprzerwanie w najbardziej północnej części szlaku (dzień polarny), później noce są jasne aż do końca sierpnia. Jesień zaczyna się na ogół z końcem sierpnia opadami deszczu, a czasami i śniegu. Szlak uważa się za możliwy do przejścia od początku czerwca do końca września, czasami dłużej, jeśli pogoda pozwoli. Jednakowoż pogoda może się zmieniać bardzo szybko, przede wszystkim wiosną i jesienią. Nawet w sierpniu temperatury nocne mogą okazjonalnie spadać poniżej zera.
Zima trwa od października do kwietnia.

### Fauna i flora
Trasa Szlaku Królewskiego przebiega przez regiony, gdzie gęstość zamieszkania wynosi czasem dużo poniżej jednego mieszkańca na kilometr kwadratowy, dlatego też można przypadkowo spotkać na szlaku wszystkie gatunki dzikich zwierząt, jakie zamieszkują Laponię, szczególnie renifery, lisy polarne, niedźwiedzie, małe ssaki i niektóre ptaki.

#### Trudności
Komary, bąki i inne, jeszcze bardziej agresywne gatunki, występują bardzo licznie w Laponii i mogą stać się prawdziwym problemem w zależności od pory roku. Najlepszym środkiem unikania ich polega na wyruszeniu najpóźniej w lecie, jak to możliwe, gdyż ich liczba spada dość szybko od sierpnia. Trzeba też unikać stref wody stojącej i dość licznych bagien. Namioty powinny być obowiązkowe wyposażone w moskitiery, dobrym rozwiązaniem będzie też dobry środek odstraszający (zakupione w Szwecji są dużo skuteczniejsze niż te, które można znaleźć w regionach bardziej południowych).

## Historia
Historia Szlaku Królewskiego jest związana z STF. Stowarzyszenie to było stworzone w 1885 przez studentów geologii z uniwersytetu w Uppsali celem ułatwienia dostępu do szwedzkich gór. Od końca XIX wieku stowarzyszenie miało w planach stworzenie szlaku królewskiego prowadzącego przez góry lapońskie. Na mapie zaproponowano szlak łączący obecne Abisko z Kvikkjokkiem. Budowa w 1902 linii Kolei Rud Żelaza (szw. Malmbanan) między Kiruną i Narwikiem dała temu projektowi łatwą drogę dostępu: STF zakupił od kolei szwedzkich trzy domki dla urzędników kolejowych, z czego jeden w Abisko. Stowarzyszenie miało bardzo ograniczone fundusze. Zaczęło od rozbudowy domku w Abisko, by go stopniowo przebudować w prawdziwe schronisko turystyczne. Zaczęło też budować inne schroniska: pierwsze były chatki zbudowano nad jeziorem Abisko (Abiskojaure) i pod Kebnekaise w 1907. Między Abisko i Abiskojaure, szlak prowadził starą drogą, używaną do transportu materiałów budowlanych. Oprócz schronisk, stowarzyszenie zapewniło łodzie nad jeziorami, które trzeba było przekraczać między Abisko i Vakkotavare.
W przypadku odcinku między Vakkotavare i Kvikkjokkiem, początkowy projekt zakładał przebieg szlaku w sercu Parku Narodowego Sarek, ze schroniskiem koło rzeki Rapa, która miała być w ten sposób przekraczana promem. Ale nie zostało to zrealizowane i zamiast tego szlak prowadzi wzdłuż wschodnich krańców parku.
Szlak nie był jeszcze oznaczony, a nazwa Kungsleden nie była jeszcze w użyciu. W 1920, w książce o Kebnekaise, szlak pojawiał się pod nazwą Alesvaggeleden. Szlak między Abisko i Vakkotavare został ostatecznie oznaczony między 1926 i 1927, a dopiero w następnym roku, przy okazji otwarcia schroniska w Kvikkjokku, nazwa Kungsleden pojawiła się po raz pierwszy, ale bez jakiejkolwiek ceremonii inauguracyjnej. Ciągle jednak nie było żadnego szlaku we właściwym tego słowa znaczeniu, a konstrukcja schronisk była trudna, biorąc pod uwagę bardzo ograniczone środki pieniężne STF. Mimo tego, popularność Szlaku Królewskiego rosła szybko.
Szlak był przedłużany w sposób dość dyskretny. W 1941, zostało wspomniane, że Szlak Królewski rozciąga się z Abisko do Jäckviku, a na początku lat 50., że do Ammarnäsu. Niektórzy piechurzy z tamtych czasów włączali do Szlaku Królewskiego całą sieć szlaków STF w górach, od trójstyku szwedzko-norwesko-fińskiego na północy do Grövelsjön na południu. Jednak w 1975 szlak został oficjalnie przedłużony do Hemavanu przy okazji stworzenia Rezerwatu Vindelfjällen. Część najbardziej wysunięta na południe (między Sälenem a Storlien) jest czasami nazywany Södra Kungsleden (dosłownie Południowy Szlak Królewski).

## Chatki i pola namiotowe
Wzdłuż Szlaku Królewskiego można znaleźć chatki, do których można dojść w ciągu jednego dnia. Można rozbijać namioty zazwyczaj w przygotowanych miejscach w pobliżu chatek (należy utrzymywać dystans bezpieczeństwa z powodu niebezpieczeństwa pożaru) i używać urządzeń z chatek. Jest za to pobierana opłata.
Godne polecenia pola namiotowe są poniżej postawione w nawiasie, odległości odnoszą się do położonych w pobliżu chatek.
- Abisko-Turiststation
- Abiskojaure (schron) ← 15 km
- (Keronbacken ← 4 km)
- (Stacja z reniferami Keronbacken/Alesjaure ← 8 km)
- Alesjaure ← 22 km
- Tjäktja ← 13 km
- Sälka ← 12 km
- Singi ← 13 km
- Kebnekaise fjällstation ← 14 km
  - Nikkaluokta ← 19 km
- Kaitumjaure ← 12,5 km
- Teusajaure ← 9 km
- Vakkotavaare ← 15 km
- Saltoluokta ← autobus/statek
- Sitojaure ← 22 km
- Akts ← 13 km
- Pårte ← 24 km
- Kvikkjokk ← 17 km
- Tsielekjåkk (schron awaryjny) ← 15 km
- (poniżej Sjpietjamu ← 7 km)
- (kołu Tjäurakåtanu ← 26 km)
- Vuonatjviken ← 46 km
- Jäkkvik ← 20 km
- Pieljekaise ← 8 km
- Adolfström ← 8 km
- Bäverholmen ← 8 km
- Sjnjultje (schron awaryjny) ← 25 km
- Rävfall ← 25 km
- Ammarnäs ← 25 km
- Aigert ← 8 km
- Serve ← 19 km
- Tärnasjö ← 13 km
- Syter ← 13 km
- (chatka pasterzy reniferów Syterskalet ← 6 km)
- Viterskalet ← 13 km
- Hemavan ← 11 km